# Habronattus icenoglei
Habronattus icenoglei là một loài nhện trong họ Salticidae.
Loài này thuộc chi Habronattus. Habronattus icenoglei được Griswold miêu tả năm 1979.